# Фёглер, Альберт
Альберт Фёглер (нем. Albert Vögler; 8 февраля 1877, Борбек — 14 апреля 1945, Хердекке) — немецкий предприниматель и политик, генеральный директор крупнейшей горнометаллургической компании Vereinigte Stahlwerke. Активный политический деятель крайне правого направления. Близкий сотрудник и деловой партнёр Гуго Стиннеса. Финансист НСДАП, экономический функционер в Третьем рейхе. Покончил с собой в конце Второй мировой войны, чтобы избежать ареста.

## Сотрудник Стиннеса. Промышленный магнат
Окончил Технологический институт Карлсруэ в 1901 году. По специальности инженер-машиностроитель. Работал инженером на Дортмундском металлургическом заводе. В 1910 году перешёл в Deutsch-Luxemburgische Bergwerks und Hütten-AG — Германо-Люксембургскую горнометаллургическую корпорацию, во главе которой стоял Гуго Стиннес. Был членом совета директоров корпорации, в 1915—1926 годах — генеральным директором. Пользовался особым доверием Стиннеса за деловые качества и совпадение крайне правых политических взглядов.
В 1924 году Гуго Стиннес скончался. Контроль над активами и управление предприятиями частично перешли к Фёглеру. В 1926 году Фёглер учредил Vereinigte Stahlwerke, превратившуюся в крупнейшую горнодобывающую и металлургическую структуру Германии. Состоял в советах директоров RWE (угледобыча, электроэнергетика), Gelsenkirchener Bergwerks-AG (угледобыча), Saar und Mosel-Bergwerks-Gesellschaft (угледобыча). Все эти структуры ранее принадлежали к группе компаний Стиннеса.
Фёглер был членом Имперского союза германской промышленности, Немецкого союза металлургической промышленности, научно-технического сообщества «Институт стали». В 1925—1927 годах возглавлял Рейнско-Вестфальский угольный синдикат. Входил в организацию Ruhrlade — группу из 12 крупнейших промышленников, контролировавших экономику Рура. Принадлежал к кругу германской бизнес-элиты.

## Идеолог экспансии. Правый политик
Альберт Фёглер был убеждённым сторонником внешней экспансии, видя в этом залог экономического развития Германии. По этой же причине выступал за централизованную диктатуру во внутреннем устройстве. Особенно важным он считал удержание Эльзас-Лотарингии и захват других районов Франции, богатых железной рудой.

История почти всех народов есть вечная тяга к экспансии, никогда не знающая передышки… У Германии мало, слишком мало земли.

Альберт Фёглер

Ноябрьскую революцию Фёглер встретил крайне враждебно. Он вступил в контрреволюционную «Коллегию двенадцати», созданную консервативно-националистическим медиамагнатом Альфредом Гугенбергом. Вместе с Гуго Стиннесом Фёглер присоединился к Антибольшевистской лиге, вносил средства в Антибольшевистский фонд, всячески содействовал антикоммунистической активности Эдуарда Штадтлера.
В 1919 году Фёглер выступил одним из учредителей Немецкой народной партии, представлял партию в рейхстаге. Был одним из руководителей правого крыла немецких либералов. Вышел из партии, категорически осудив её фактическое согласие на французскую оккупацию Рура в 1923 году. Однако Фёглер вынужден был взаимодействовать с французской оккупационной администрацией для функционирования предприятий в Рурском бассейне.
Как эксперт германской стороны Фёглер осуждал план Юнга. Требовал сокращения репарационных выплат, автаркической политики, государственного стимулирования промышленности и внутреннего рынка. Пропагандировал классовый мир и национальное единение.

Наши рабочие и служащие должны быть готовы к трудным временам. Но они должны прийти к выводу о наибольших перспективах экономики частного сектора. Наша задача — проникнуться национальным духом. Споры о тарифах и заработной плате завершатся, когда мы придём к общему национальному мышлению.

Альберт Фёглер

## Партнёр нацистов. Двойственность позиции
Альберт Фёглер заинтересованно отнёсся к НСДАП, видя в нацистах силу, способную внедрить национализм в рабочий класс, дисциплинировать общество и обеспечить захваты ресурсов вовне. Показательно, что председателем наблюдательного совета Vereinigte Stahlwerke являлся Фриц Тиссен — со времени основания компании в 1926 до конфликта с Гитлером и бегства из Германии в 1939.
11 сентября 1931 года Альберт Фёглер лично провёл деловые переговоры с Адольфом Гитлером. Организовал субсидирование нацистов от Ruhrlade (непосредственными получателями являлись Вальтер Функ и Грегор Штрассер).
27 января 1932 года Фёглер присутствовал на встрече Гитлера с промышленниками и финансистами в Дюссельдорфском индустриальном клубе. Фёглер оказался одним из немногих слушателей, у которого тезисы гитлеровской речи не вызвали большого энтузиазма — он предвидел, что политический авантюризм нацистов создаст сложности для экономики.
Был на тайной встрече Гитлера с промышленниками 20 февраля 1932 года.
Впрочем, разрушительный экономический кризис и политические потрясения подтолкнули Фёглера к поддержке НСДАП. В ноябре 1932 года он солидаризировался с письмом группы промышленников, финансистов и аграриев президенту Веймарской республики Гинденбургу, в котором содержалось предложение назначить Гитлера рейхсканцлером.

## Функционер рейха

### Уполномоченный магнат
Вскоре после прихода нацистов к власти, 20 февраля 1933 года, Фёглер участвовал в очередной встрече промышленников с Гитлером. Результатом стала субсидия НСДАП в 3 миллиона рейхсмарок. С этого времени Фёглер занял позицию полностью лояльного сотрудничества с нацистским режимом. Он обладал статусом представителя интересов Рурской и Рейнско-Вестфальской промышленных групп. В ходе переговоров с Германом Герингом Фёглер договорился о масштабных госзаказах при реализации государственных программ перевооружения.
Фёглер активно проводил экономическую политику Гитлера. По назначению Гитлера он состоял в Генеральном совете германской экономики. В 1934 году Фёглер, оставаясь капиталистическим магнатом, являлся государственным уполномоченным по национализации угольных шахт Рейнско-Вестфальской области. После бегства Тиссена из Германии Фёглер возглавил наблюдательный совет Vereinigte Stahlwerke, сосредоточив в своих руках все руководящие функции компании. В 1941—1945 годах он возглавлял также Общество кайзера Вильгельма.

### Война и самоубийство
В период Второй мировой войны Vereinigte Stahlwerke являлось одной из ключевых структур военно-экономического обеспечения. Альберт Фёглер являлся одним из фюреров военной экономики. С декабря 1944 года служил в министерстве вооружений и боеприпасов под руководством Альберта Шпеера. Курировал военное производство в Руре. Играл видную роль в экономике тотальной войны (По некоторым данным, в 1944 году Фёглер выходил на связь с оппозиционной группой Карла Гёрделера, но этот контакт не получил практического развития).
В апреле 1945 к рурскому городу Хердекке, где находился Фёглер, подступили американские войска. Чтобы избежать пленения, Альберт Фёглер покончил с собой. Похоронен на городском протестантском кладбище.
Альберт Фёглер рассматривается как один из наиболее политизированных германских магнатов первой половины XX века. Экономические интересы находились для него в неразрывной связи с крайне правыми политическими позициями. Сотрудничество с нацизмом было для Фёглера сознательным выбором и мотивировалось не только экономически. Реально существовавшие разногласия он счёл менее значимыми, нежели совпадающие позиции.